# Russisch-ukrainische Grenzsperranlage
Die russisch-ukrainische Grenzsperranlage – auch als ukrainische Mauer oder europäische Mauer bezeichnet – ist eine 2016 im Bau befindliche verstärkte Grenzsperre in der Ukraine längs der russisch-ukrainischen Grenze. Das Ziel des Projektes ist das Verhindern des Eindringens fremder Truppen in die Ukraine.

## Geschichte
Der Ministerpräsident der Ukraine Arsenij Jazenjuk stellte dieses Projekt am 3. September 2014 vor. Am 12. September 2014 hat das Ministerkabinett der Ukraine 100 Millionen Hrywnja für den Bau von Verstärkungen an der Grenze zu Russland genehmigt. Am 18. März 2015 teilte die ukrainische Regierung 865 Millionen Hrywnja hierfür zu, um Verstärkungen an der Grenze zwischen der Ukraine und Russland zu errichten.
Am 20. August 2015 wurde verlautbart, dass die Ukraine 10 % der Verstärkungslinie abgeschlossen hat und dass ungefähr 180 Kilometer Panzerabwehrgräben gegraben worden waren, 40 Kilometer des Stacheldrahtzauns und 500 Verstärkungshindernisse errichtet worden waren. 139 Millionen Hrywnja aus dem 300-Millionen-Budget des Projektes sind bis dahin verbaut worden. Weitere Mittel zum Ausbau im Jahr 2016 in Höhe von 460 Millionen Hrywnja waren eingeplant. Im Juni 2020 gab der ukrainische Grenzschutz bekannt, dass die Fertigstellung der Grenzsperranlage voraussichtlich bis 2025 dauern werde. Ursprünglich war der Abschluss der Bauarbeiten bis 2018 geplant. In einer Mitteilung aus dem ukrainischen Magazin Focus vom Januar 2022 hieß es jedoch, das Projekt sei mit Kosten in Höhe von 2,5 Mrd. ukrainischen Hrywnja (umgerechnet 55,9 Millionen Euro) abgeschlossen worden.
Mit dem russischen Überfall auf die Ukraine im Februar 2022 haben sich die Voraussetzungen für den weiteren Ausbau grundlegend verändert. Teile der russisch-ukrainischen Grenze, insbesondere in den Gebieten Luhansk, Donezk und Charkiw, befinden sich seitdem unter russischer Kontrolle oder sind umkämpft. Die restlichen Bauarbeiten sind seitdem gestoppt.